# Listers härad
Listers härad var ett härad i västra Blekinge och Blekinge län som numera utgör delar av Karlshamns kommun, Sölvesborgs kommun och Olofströms kommun. Häradets areal var 670,24 kvadratkilometer varav 640,14 land.  Tingsplats var före 1918 Norje därefter Sölvesborg.
De ursprungliga delarna av Listers härad räknades under medeltiden stundom till Skåne och stundom som ett eget område skilt från båda landskapen.  Jämshögs och Kyrkhults socknar tillhörde fram till år 1639 Villands härad i Skåne. Häradet har sedan 1683 tillhört Blekinge län men är beträffande folkmålet en del av nordöstra Skåne.

## Vapnet
Blasonering: "I rött fält en hillebard av silver, åtföljd av två femuddiga stjärnor av guld".
Vapnet är inte officiellt fastställt.

## Namnet
Häradsnamnet skrevs omkring år 1300 Lystær. Det anses innehålla ett gammalt önamn, motsvarande den nuvarande halvön Listerlandet. Det är bildat med ändelsen -str- som är karakteristisk för gamla ö- och vattennamn. Det har föreslagits att Lister är bildat av ordet lid och syftar på udden Listershuvud som höjer sig invid Hanöbukten.

## Socknar
I Karlshamns kommun
- Elleholm
- Mörrum

I Olofströms kommun
- Jämshög
- Kyrkhult

I Sölvesborgs kommun
- Gammalstorp
- Mjällby
- Sölvesborg
- Ysane

## Geografi
Häradet var beläget i västra Blekinge och gränsade i väster till Skåne, i norr till Småland. Det sträckte sig från 
det sandiga slättområdet Listerlandet i söder till skogbeklädda Ryssberget i norr.
I Elleholms socken finns ruinerna efter Sjöborg och i Sölvesborgs socken finns ruinerna efter Sölvesborgs slott. Senare sätesgårdar var Elleholms hovgård i Elleholms socken och Stensnäs herrgård i Mörrums socken.

## Historia
I medeltida urkunder intar Lister en självständig ställning som ofta nämns vid sidan av Skåne och Blekinge. Som härad framträder Lister först senare under medeltiden. Utsträckningen norrut till Småland är av senare datum.

## Län, fögderier, tingslag, domsagor och tingsrätter
Häradet hörde till Blekinge län. Församlingarna tillhör(de) Lunds stift.
Häradet och dess socknar tillhörde följande fögderier:
- 1720-1885 Bräkne och Listers fögderi
- 1886-1917 Västra fögderi
- 1918-1991 Karlshamns fögderi (Gammaltorps, Kyrkhults, Mjällby, Ysane och Sölvesborgs och Jämshögs socknar till Sölvesborgs fögderi från 1946 till 1966)

Häradet och dess socknar tillhörde följande domsagor/tingsrätter (häradets tingsplats var Norje):
- 1683-1949 Listers tingslag i 
  - 1683-1694 Bräkne och Listers härads domsaga
  - 1695-1770 Bräkne, Listers, Medelstads och Östra härads domsaga 1756-1762 utan Medelstad)
  - 1771-1848 Bräkne och Listers härads domsaga
  - 1849-1933 Listers domsaga
  - 1934-1949 Bräkne och Listers domsaga
- 1950-1970 Listers och Sölvesborgs domsagas tingslag i Listers och Sölvesborgs domsaga Mörrums och Elleholms socken till 1967 då de övergick till Bräkne och Karlshamns domsaga

- 1971-1974 Bräkne och Karlshamns tingsrätt och domsaga för socknarna i Karlshamns kommun
- 1971-1974 Listers och Sölvesborgs tingsrätt för övriga socknar
- 1975-2001, 1 juli Karlshamns tingsrätt och domsaga för socknarna i Karlshamns kommun
- 1975-2001, 1 juli Sölvesborgs tingsrätt och domsaga för övriga socknar
- 2001- Blekinge tingsrätt

## Häradshövdingar
Se respektive domsaga